# إدموند بيكون
إدموند نوروود بيكون (2 ماي 1910 - 14 أكتوبر 2005) (بالإنجليزية: Edmund Norwood Bacon)‏ هو مخطط حضري ومهندس معماري ومؤلف أمريكي.
خلال فترة توليه منصب المدير التنفيذي للجنة تخطيط مدينة فيلادلفيا من عام 1949 إلى عام 1970، شكّلت رؤاه شكل فيلادلفيا اليوم، المدينة التي وُلد فيها، إلى حد وصفه أحيانًا باسم «أب فيلادلفيا الحديثة».